# Bathyeliasona abyssicola
Bathyeliasona abyssicola är en ringmaskart som först beskrevs av Fauvel 1913.  Bathyeliasona abyssicola ingår i släktet Bathyeliasona och familjen Polynoidae. Inga underarter finns listade i Catalogue of Life.